# Condició de Kutta
La condició de Kutta és un principi en dinàmica de fluids en flux estacionari, especialment aerodinàmica, que és aplicable a cossos sòlids amb cantonades afilades, com ara les vores posteriors dels perfils aerodinàmics. Rep el nom del matemàtic i aerodinàmic alemany Martin Kutta. Kuethe i Schetzer enuncian la condició de Kutta de la següent manera:
Un cos amb una vora posterior afilada que es mou a través d'un fluid crearà al seu voltant una circulació de força suficient per mantenir el punt d'estancament posterior a la vora posterior.

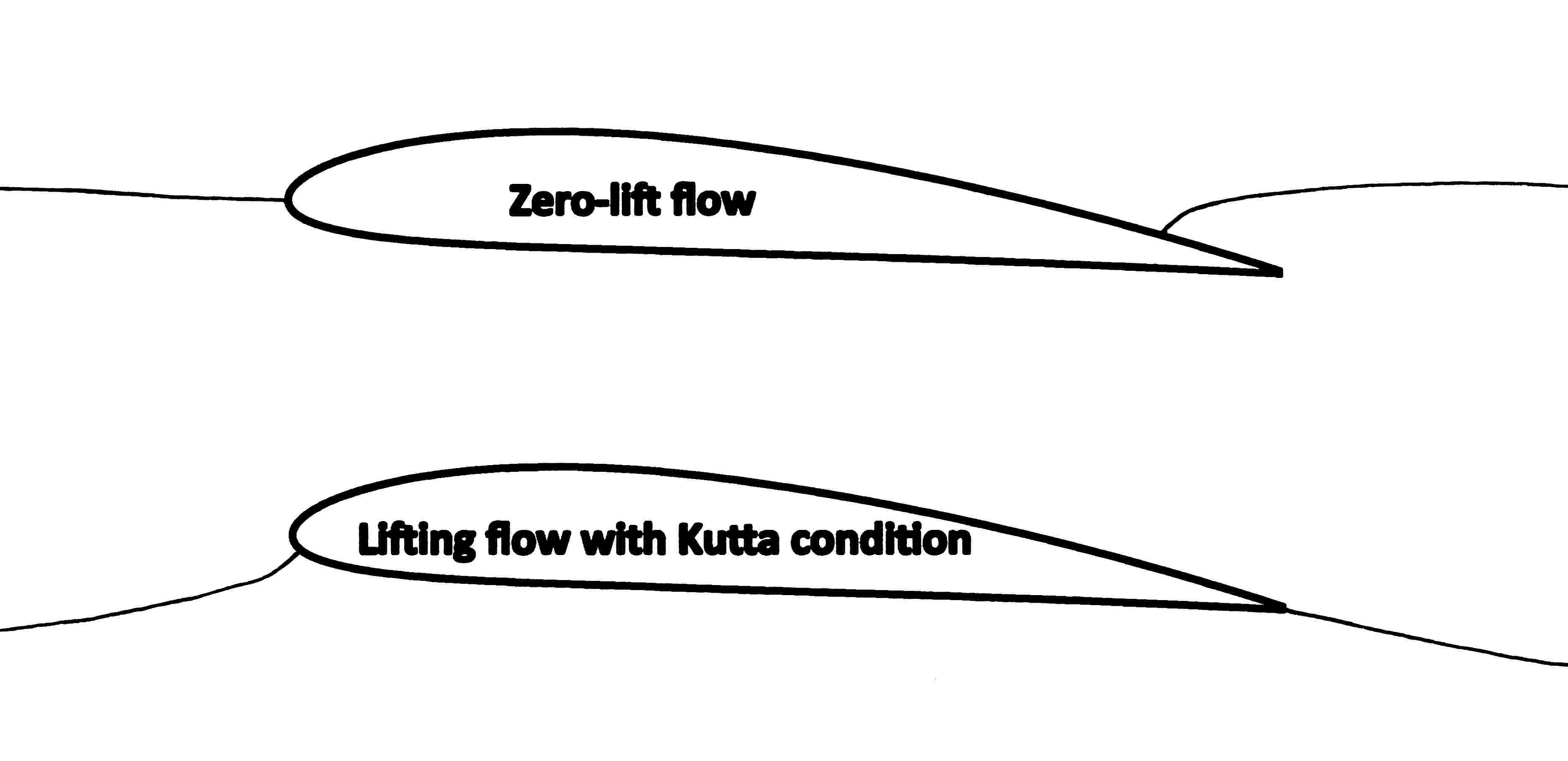
Figura superior: Patró de flux de circulació zero al voltant d'un perfil alar.Figura inferior: Patró de flux amb circulació coherent amb la condició de Kutta, en què tant el flux superior com l'inferior surten suaument de la vora posterior.

En el flux de fluids al voltant d'un cos amb una cantonada afilada, la condició de Kutta es refereix al patró de flux en què el fluid s'acosta a la cantonada des de dalt i des de baix, es troba a la cantonada i després flueix allunyant-se del cos. Cap del fluid flueix per la cantonada afilada. La condició de Kutta és significativa quan s'utilitza el teorema de Kutta-Joukowski per calcular la sustentació creada per un perfil alar amb una vora de sortida aguda. El valor de circulació del flux al voltant del perfil alar ha de ser aquell valor que causaria l'existència de la condició de Kutta.

## Explicació dels perfils aerodinàmics
Aplicant el flux potencial bidimensional, si un perfil alar amb una vora de sortida pronunciada comença a moure's amb un angle d'atac a través de l'aire, els dos punts d'estancament es troben inicialment a la part inferior, a prop de la vora d'atac, i a la part superior, a prop de la vora de sortida, igual que amb el cilindre. A mesura que l'aire que passa per la part inferior del perfil aerodinàmic arriba a la vora de fuga, ha de fluir al voltant d'aquesta vora i al llarg de la part superior del perfil aerodinàmic cap al punt d'estancament a la part superior. El flux de vòrtex es produeix a la vora posterior i, com que el radi de la vora posterior afilada és zero, la velocitat de l'aire al voltant de la vora posterior hauria de ser infinitament ràpida. Tot i que els fluids reals no es poden moure a velocitat infinita, sí que es poden moure molt ràpid. L'alta velocitat de l'aire al voltant de la vora de fuga provoca que fortes forces viscoses actuïn sobre l'aire adjacent a la vora de fuga del perfil aerodinàmic i el resultat és que s'acumula un fort vòrtex a la part superior del perfil aerodinàmic, a prop de la vora de fuga. A mesura que el perfil alar comença a moure's, arrossega aquest vòrtex, conegut com a vòrtex inicial. Els aerodinàmics pioners van poder fotografiar vòrtexs inicials en líquids per confirmar la seva existència.

Quan es compleix la condició de Kutta, el flux abandona la vora posterior suaument.

La vorticitat del vòrtex inicial coincideix amb la vorticitat del vòrtex lligat al perfil aerodinàmic, d'acord amb el teorema de circulació de Kelvin. A mesura que la vorticitat del vòrtex inicial augmenta progressivament, la vorticitat del vòrtex lligat també augmenta progressivament i fa que el flux sobre la part superior del perfil aerodinàmic augmenti de velocitat. El vòrtex inicial aviat es desprèn del perfil aerodinàmic i queda enrere, girant a l'aire on el perfil aerodinàmic el va deixar. El punt d'estancament a la part superior del perfil aerodinàmic es mou fins que arriba a la vora de sortida. El vòrtex inicial finalment es dissipa a causa de forces viscoses.
A mesura que el perfil alar continua el seu camí, hi ha un punt d'estancament a la vora de fuga. El flux sobre la part superior s'adapta a la superfície superior del perfil alar. El flux tant per la part superior com per la inferior s'uneix a la vora de fuga i deixa que el perfil alar viatgi paral·lel l'un a l'altre. Això es coneix com la condició de Kutta.
Quan un perfil aerodinàmic es mou amb un angle d'atac, el vòrtex inicial s'ha eliminat i la condició de Kutta s'ha establert, hi ha una circulació finita de l'aire al voltant del perfil aerodinàmic. El perfil aerodinàmic genera sustentació, i la magnitud d'aquesta sustentació ve donada pel teorema de Kutta-Joukowski.
Una de les conseqüències de la condició de Kutta és que el flux d'aire sobre la part superior del perfil alar viatja molt més ràpid que el flux d'aire sota la part inferior. Una parcel·la d'aire que s'acosta al perfil alar al llarg de la línia de línia d'estagnació es divideix en dues meitats al punt d'estagnació, una meitat viatjant per la part superior i l'altra meitat viatjant per la part inferior. El flux per la part superior és molt més ràpid que el flux per la part inferior que aquestes dues meitats no es tornen a trobar mai més. Ni tan sols es tornen a unir a la estela gaire després que hagi passat el perfil alar.  Hi ha una fal·làcia popular anomenada fal·làcia del temps de trànsit igual que afirma que les dues meitats es tornen a unir a la vora posterior del perfil alar. Això s'ha entès com una fal·làcia des del descobriment de Martin Kutta.
Sempre que la velocitat o l'angle d'atac d'un perfil alar canvia, es produeix un vòrtex inicial feble que comença a formar-se, ja sigui per sobre o per sota de la vora de fuga. Aquest vòrtex inicial feble fa que la condició de Kutta es restableixi per a la nova velocitat o angle d'atac. Com a resultat, la circulació al voltant del perfil aerodinàmic canvia i també ho fa la sustentació en resposta al canvi de velocitat o angle d'atac.
La condició de Kutta dóna una idea de per què els perfils aerodinàmics tenen vores posteriors nítides,  tot i que això no és desitjable des del punt de vista estructural i de fabricació.
En un flux irrotacional, no viscós i incompressible (flux potencial) sobre un perfil aerodinàmic, la condició de Kutta es pot implementar calculant la funció de corrent sobre la superfície del perfil aerodinàmic.  El mateix mètode d'implementació de la condició de Kutta també s'utilitza per resoldre fluxos compressibles estacionaris no viscosos subsònics (subcrítics) bidimensionals sobre perfils alars aïllats.  La correcció viscosa per a la condició de Kutta es pot trobar en alguns dels estudis recents.

## En aerodinàmica
La condició de Kutta permet a un aerodinàmic incorporar un efecte significatiu de la viscositat mentre negligeix els efectes viscosos en l'equació subjacent de conservació del moment. És important en el càlcul pràctic de la sustentació d'una ala.
Les equacions de conservació de la massa i conservació del moment aplicades a un flux de fluid no viscós, com ara un flux potencial, al voltant d'un cos sòlid donen com a resultat un nombre infinit de solucions vàlides. Una manera de triar la solució correcta seria aplicar les equacions viscoses, en forma de les equacions de Navier-Stokes. Tanmateix, normalment això no dóna com a resultat una solució tancada. La condició de Kutta és un mètode alternatiu per incorporar alguns aspectes dels efectes viscosos, tot descuidant-ne d'altres, com la fricció de la pell i altres efectes de la capa límit.
La condició es pot expressar de diverses maneres. Una és que no hi pot haver un canvi infinit de velocitat a la vora de sortida. Tot i que un fluid no viscós pot tenir canvis bruscos de velocitat, en realitat la viscositat suavitza els canvis bruscos de velocitat. Si la vora de sortida té un angle diferent de zero, la velocitat del flux ha de ser zero. En una vora de sortida cuspidada, però, la velocitat pot ser diferent de zero, tot i que ha de ser idèntica per sobre i per sota del perfil alar. Una altra formulació és que la pressió ha de ser contínua a la vora posterior.
La condició de Kutta no s'aplica al flux no estacionari. Les observacions experimentals mostren que el punt d'estancament (un dels dos punts de la superfície d'un perfil aerodinàmic on la velocitat del flux és zero) comença a la superfície superior d'un perfil aerodinàmic (suposant un angle d'atac efectiu positiu) a mesura que el flux accelera des de zero, i es mou cap enrere a mesura que el flux accelera. Un cop desapareguts els efectes transitoris inicials, el punt d'estancament es troba al vora de sortida, tal com requereix la condició de Kutta.
Matemàticament, la condició de Kutta imposa una elecció específica entre els infinits valors permesos de circulació.